# Canottaggio ai Giochi della X Olimpiade - Due con maschile
La competizione del due con maschile dei Giochi della X Olimpiade si è svolta il 13 agosto 1932 al Long Beach Marine Stadium, Long Beach.

## Risultati

### Finale
| Pos.    | Nazione     | Atleti                                           | Tempo  |
| ------- | ----------- | ------------------------------------------------ | ------ |
| Oro     | Stati Uniti | Charles Kieffer, Joseph Schauers Edward Jennings | 8'25"8 |
| Argento | Polonia     | Janusz Ślązak, Jerzy Braun Jerzy Skolimowski     | 8'31"2 |
| Bronzo  | Francia     | André Giriat, Ansèlme Brusa Pierre Brunet        | 8'41"2 |
| 4       | Brasile     | Estevan Strata, José Ramalho Francisco de Bricio | 8'53"2 |